# Уорънт
„Уорънт“ (на английски Warrant) е глем метъл група в Лос Анджелис (квартал Холивуд, щата Калифорния, САЩ.
Групата става популярна с двойно платинения си дебютен албум Dirty Rotten Filthy Stinking Rich и със сингъла от него Heaven, който заема 1-во място в класацията на Rolling Stone и второ в Billboard Hot 100. Успехът продължава и в началото на 1990-те години с албума Cherry Pie и едноименната песен от него.

## Състав
| Сегашни членове - Джери Диксън – бас, беквокали (1984– ) - Ерик Търнър – китара, беквокали, хармоника (1984– ) - Стивън Суийт – барабани, беквокали, хармоника (1986–1994; 2004– ) - Джоуи Алън – китара, беквокали, банджо, хармоника (1987–1994; 2004– ) - Робърт Мейсън – вокали (2008– ) |  | Предишни членове - Адам Шор – вокали, китара (1984–1986) - Макс Ашър – барабани (1984–1986) - Джош Люис – китара, беквокали (1984–1987) - Крис Винсънт – бас (1984) - Джени Лейн – вокали, китара, пиано, клавиши (1986–1993; 1994–2004; 2008) - Дейвид Уайт – клавиши, беквокали (1994–1995) - Рик Стайър – китара, беквокали (1994–2000) - Джеймс Котак – барабани (1994–1996) - Боби Борг – барабани (1996–1997) - Вик „Вики“ Фокс – барабани (1997–1998) - Майк Фасано – барабани (2000–2003; 2004) - Кери Кели – китара (2000) - Били Морис – китара (2000–2004) - Майк Морис – клавиши (2000–2004) - Кеван Фарес – барабани (2003–2004) - Джеймс Св. Джеймс – вокали (2004–2008) - Брент Уудс – китара, беквокали (2004) |

## Дискография
| - Dirty Rotten Filthy Stinking Rich (1989) - Cherry Pie (1990) - Dog Eat Dog (1992) - Ultraphobic (1995) - Belly to Belly (1996) - Greatest & Latest (1999) - Under the Influence (2001) - Born Again (2006) - Rockaholic (2011) - Louder Harder Faster (2017) - Warrant Live 86-97 (1997) - The Best Of Warrant (1996) - Rocking Tall (1996) - Greatest & Latest (1999) - Then and Now (2004) - Warrant: Live – Dirty Rotten Filthy Stinking Rich (1990) - Cherry Pie: Quality You Can Taste (1991) - Born Again: Delvis Video Diaries (2006) - They Came from Hollywood (2008) | - Down Boys (1989) - Heaven (1989) - Big Talk (1989) - Cherry Pie (1990) - I Saw Red (1991) - Uncle Tom's Cabin (1991) - Blind Faith (1991) - We Will Rock You (1992) - Machine Gun (1992) - The Bitter Pill (1992) - The Hole In My Wall (1993) - Inside Out (1993) - Family Picnic (1995) - Stronger Now (1995) - Followed (1995) - I Saw Red (Acoustic) (1996) - AYM (1996) - Feels Good (1996) - Indian Giver (1997) - Southern Comfort (1999) - Heaven '99 (1999) - Cherry Pie '99 (1999) - Face (2001) - Bourbon County Line (2006) - Dirty Jack (2006) - Life's a Song (2011) - Home (2011) - I Think I'll Just Stay Here and Drink (2017) - Only Broken Heart (2017) - Devil Dancer (2017) - Perfect (2017) - Louder Harder Faster (2017) |